# Марцін Свенцицький
Марцін Свенцицький (17 квітня 1947, Варшава) — польський політик та економіст, секретар ЦК Польської об'єднаної робітничої партії (1989), міністр економічного співробітництва з зарубіжними країнами в уряді Тадеуша Мазовецького (1989—1991), мер Варшави (1994—1999), член Сейму Польщі Х, II, VII і VIII скликань. Бізнес-омбудсмен в Україні з 15 жовтня 2019 року до 31 грудня 2021
року.

## Біографія

### Освіта, професійна та громадська діяльність
У молодості займався стрибками в довжину. У цьому виді спорту завоював бронзову медаль на чемпіонаті Європи серед юніорів (Одеса, 1966). У 1967 році встановив польський юніорський рекорд з результатом 7,68 метра .
У 1965—1972 роках працював у Католицькому клубі інтелігенції.
У 1970 році закінчив Інститут філософії Варшавського університету за напрямком соціологія, а наступного року здобув ступінь магістра на факультеті економіки та соціології цього університету. У 1981 році здобув ступінь доктора економічних наук в Інституті планування. Був стипендіатом та випускником аспірантури з економіки університету Джорджа Вашингтона (1976) та Гарвардського університету (1985) в США.
У 2002—2005 роках був координатором Організації з безпеки та співробітництва в Європі з питань економіки та охорони навколишнього середовища. Згодом, до березня 2011 року, він був директором аналітичного центру Блакитної стрічки ПРООН у Києві.
Долучався до громадської діяльності у Варшаві. У 1997 році очолив комітет створення Музею історії польських євреїв. Пізніше став головою комітету з підтримки Музею історії польських євреїв). Брав участь у різних проєвропейських асоціаціях.

### Політична діяльність

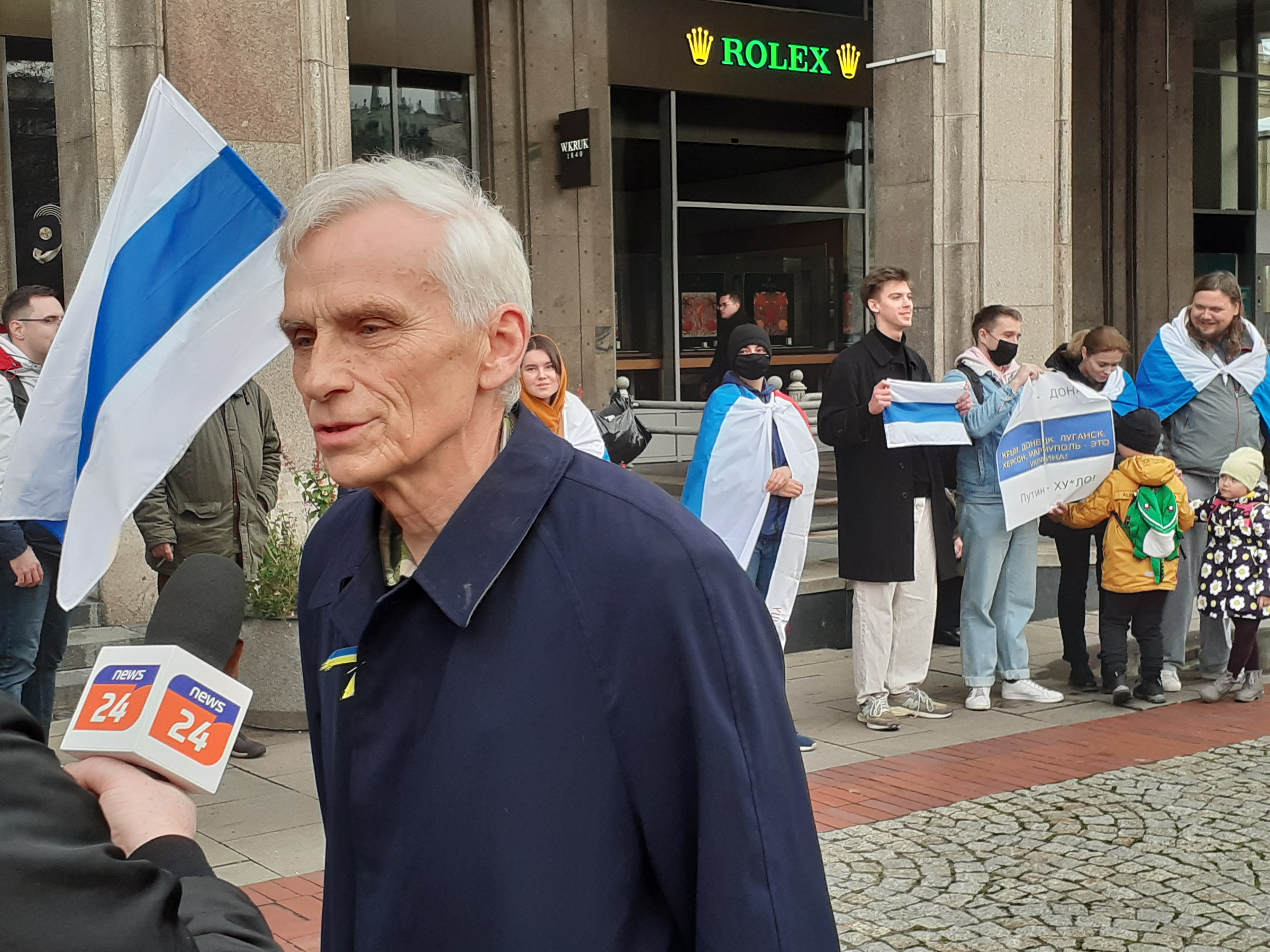
Марцін Свенцицький, 2022

З 1967 року був членом Спілки соціалістичної молоді, забороненої 1968 року за участь у березневих подіях. З 1971 по 1979 рр. належав до Польського Соціалістичного Союзу Молоді. У січні 1974 року став членом Об'єднаної робітничої партії Польщі. З 1972 по 1989 — на різних посадах у навколоурядових економічних органах.
З липня 1989 по січень 1990 — на партійній роботі в ПОРП. У 1989 році Марцін Свенцицький отримав мандат депутата Сейму X каденції («Договірного», пол. Sejm kontraktowy), отримавши підтримку Громадського комітету солідарності .
В уряді Тадеуша Мазовецького Свенцицький обійняв посаду міністра економічного співробітництва із зарубіжними країнами. Підписав першу економічну угоду про співпрацю з Європейським співтовариством. Домовився про скасування польських боргів перед Радянським Союзом на суму 9,2 млрд доларів США. Вдруге став депутатом у 1993 році від Демократичної унії за Ольштинським округом, але пішов у відставку в травні 1996 року. Вносив пропозицію закріпити в Конституції положення про обмеження державного боргу 60 % ВВП.
У 1994—1999 роках був президентом столиці країни, Варшави, залишаючись у коаліції Альянс демократичної лівиці—Союз свободи та самоврядування; одночасно входив до низки муніципальних спілок та комісій. За його каденції розпочато будівництво Свентокшиського мосту та підготовлено будівництво Секєриковського мосту, модернізовано вулицю Нови Свят, розпочато будівництво сміттєспалювального комплексу в Таргувеку, побудовано 9 басейнів, відкрито перший відрізок першої лінії метро, 700 км велосипедних маршрутів, введено в експлуатацію нову будівлю університетської бібліотеки та будівлю Верховного суду, а також розпочато повернення власникам нерухомості, вилученої державою після Другої світової війни.
Після закінчення повноважень до 2002 року засідав у Раді міста Варшави. З 1999 по 2000 рік був заступником міністра економіки, членом команди Яна Кулаковського, яка вела переговори про умови вступу Польщі до Європейського Союзу. Також був економічним радником президента Литви Валдаса Адамкуса (1999—2000).
Невдало балотувався у Сейм на виборах 2001 та 2005 років, а у 2004 році — у Європарламент. На місцевих виборах 2006 року був обраний членом Мазовецького сеймику зі списку лівих і демократів. На парламентських виборах 2007 року знову безуспішно балотувався до Сейму. У 2009 році приєднався до клубу радників Громадянської платформи в Мазовецькому сеймику. На місцевих виборах 2010 року був переобраний до сеймику за списком ГП.
У 2011 році брав участь у парламентських виборах за списком Варшавської ГП, був обраний депутатом до Сейму 7-го скликання. Незабаром після виборів приєднався до фракції Громадянської платформи. У Сеймі 7-го скликання був членом Комітету з питань економіки та державних фінансів. Невдало кандидатував на виборах до Європейського парламенту у 2014 році.
На початку того ж року Марціну Свєнцицькому було доручено функцію координатора групи польських експертів з питань реформи місцевого самоврядування в Україні. У 2015 році він став головою парламентського підкомітету щодо виконання законів про кооперативні заощадження та кредитні спілки. На виборах того ж року він успішно переобрався, отримавши 8329 голосів.
У 2019 році призначений бізнес-омбудсменом в Україні. Член Національної ради з питань антикорупційної політики (з 1 червня 2020, за згодою).
Контракт Свенцицького тривав до 31 грудня 2021, під його керівництвом Рада бізнес-омбудсмена розглянула понад 4000 скарг бізнесу. Його змінив Роман Ващук.

## Приватне життя
У Марціна та його дружини Йоанни троє синів і дочка.
21 листопада 2016 року під час європейської міграційної кризи в одній із програм про поточні справи на телеканалі TVP Info заявив, що готовий приймати біженців у власному домі у Варшаві. Навесні 2018 року сім'я біженців з Таджикистану оселилася в квартирі подружжя Свєнцицьких за програмою Фонду Порятунку (пол. Fundację Ocalenie).

## Нагороди й відзнаки
- Офіцерський хрест ордена Відродження Польщі (2011)
- Знак «За заслуги перед Всесвітнім союзом солдатів Армії Крайової» (1996)[19]
- Почесний громадянин Познані (1996)[30]
- Почесний член Асоціації варшавських повстанців (1996).